# Spatulosminthurus bulgaricus
Spatulosminthurus bulgaricus is een springstaartensoort uit de familie van de Sminthuridae. De wetenschappelijke naam van de soort is voor het eerst geldig gepubliceerd in 1965 door Rusek.